# Stele di Castignano
La stele di Castignano, o cippo di Castignano, è una stele risalente al VI-VII secolo a.C. rinvenuta nel 1890 in località Montecalvo, comune di Castignano (provincia di Ascoli Piceno): attualmente la stele, registrata con la sigla AP2 (lato A e lato B), si trova nel Museo Archeologico di Ascoli Piceno. La stele reca inciso un testo scritto in Lingua picena ed è il più antico documento di questa lingua italica. Ne esiste una copia fedele nel centro di Castignano.

## Descrizione
La stele di Castignano è un cippo di "tufo" (nome locale dell'arenaria) con funzione di stele funeraria recante su due facce un'iscrizione bustrofedica.

## Forma e dimensioni
La stele ha una forma approssimativamente di una piramide tronca a quattro lati: le sue dimensioni sono: altezza 1,36 metri, spessore 22 centimetri, larghezza 30 centimetri alla base e 15 centimetri in cima. Le superfici sono spianate ad eccezione delle parti inferiori dove doveva essere interrata nel suolo.

## Iscrizioni
La stele di Castignano presenta su due delle sue facce iscrizioni bustrofediche: le singole parole sono separate mediante l’uso da segni di interpunzione (3 punti verticali): il testo presenta nella parte inferiore una freccia che forse indicava il verso della scrittura. Il testo della stele è scritto col più antico alfabeto italico conosciuto ad oggi nella lingua picena meridionale, una lingua osco-umbra appartenente alla famiglia delle lingue italiche, lingua parlata nel I millennio a.C. nell'area abitata dall'antico popolo italico dei Piceni.

### Trascrizione
La trascrizione dell'iscrizione dai caratteri dell'alfabeto piceno ai caratteri latini presenta differenze tra i diversi ricercatori, di seguito vengono riportate tre versioni:
- Faccia A: matereíh patereíh qolofítúr qupíríh arítih ímih puíh
- Faccia B: púpúnum estufk apaiús adstaíúh súaís manus meitimúm[5]
- Faccia A: .matereíô.patereíô.qolofítúr.qupíríô .arítiô.ímiô.puiô
- Faccia B: púpúnum.estufk.apaiús.adstaíúô.súaís.manus .meitimúm[6]
- Faccia A: matere patere u: túd: ,ap r ar ti mi pu
- Faccia B: púpúnum estu k apaiús adsta ú sua s manus meitimúm[7]

### Traduzione
Non esiste ancora una traduzione certa ed accettata da una maggioranza di studiosi, qui di seguito sono riportate alcune di esse:
- Faccia A: Alla madre (e) al padre è elevata/dedicata la bella opera, a questi per i quali
- Faccia B: gli apaio- dei púpún- eressero ai loro Mani ( o "con le loro mani") il cippo[5]
- Faccia A: materna (ac) paterna lustra(bi)tur bona ritu emio terra
- Faccia B: Picenorum hic equites posuerunt suis manibus metam;[6]
- Facce B e A: Questa difesa innalzarono gli Appaei ai loro mani, se qualcuno osa profanare questo luogo del padre e della madre commette sacrilegio[4]